# Le Cas de Mme Luneau
Le Cas de Mme Luneau is een novelle van de Franse schrijver Guy de Maupassant die in 1883 gepubliceerd werd.

## Verhaal
Hippolyte Lacour, de koster en ijzerhandelaar van Valenciennes, klaagt Céleste-Césarine Luneau, weduwe van kruidenier Anthime-Isidore Luneau, aan voor wanbetaling. Hij vertelt de rechter dat hij met de weduwe een afspraak had gemaakt: als hij haar zwanger maakte, kreeg hij honderd franc van haar. Ze wilde een kind hebben om de erfenis van haar man te krijgen. Lacour maakte haar zwanger, maar mevrouw Luneau ontkende vervolgens dat het kind van haar was. Lacour had immers overal rondverteld van die geheime afspraak en  toen kwamen meer mannen zich gratis aanbieden bij haar.

## Informatie
Le Cas de Mme Luneau werd oorspronkelijk gepubliceerd in de krant Gil Blas op 21 augustus 1883 onder het pseudoniem Maufrigneuse en verscheen vervolgens in de bundel Les Sœurs Rondoli in 1884.
De novelle werd opgedragen aan de Franse journalist en dramaturg Georges Duval. 